# Onneca Sánchez de Pamplona
Onneca u Oneca Sánchez de Pamplona (m. junio de 931) fue una reina consorte de León, hija del rey Sancho Garcés I de Pamplona y de su esposa, la reina Toda Aznárez. Contrajo matrimonio, en el año 923, con el futuro rey Alfonso IV de León, hijo del rey Ordoño II.
Fue la madre de Ordoño IV, rey de León entre los años 958 y 960.

## Biografía
Se desconoce su fecha de nacimiento, pero fue anterior a 911, ya que contrajo matrimonio, en el año 923, con el futuro rey Alfonso IV de León, hijo del rey Ordoño II y de la reina consorte Elvira Menéndez.
En el año 924 falleció su suegro, el rey Ordoño II, y fue sucedido por su hermano, Fruela II de León. Un año después, en 925, falleció el rey Fruela II a quien sucedió en el trono su hijo Alfonso Froilaz, aunque los hijos de Ordoño II, Alfonso, Sancho Ordóñez y Ramiro, intentaron apoderarse del trono leonés y desencadenaron una guerra civil.
Alfonso IV, esposo de la reina Oneca, fue coronado rey de León el día 12 de febrero del año 926. Él y sus hermanos se repartieron el reino de León en el año 926. Al hermano mayor, Sancho Ordóñez, que contrajo matrimonio con una dama gallega, Goto Núñez, le correspondió el reino de Galicia, que se extendía desde la costa cantábrica hasta el río Miño. Al infante Ramiro, hermano menor de Alfonso IV de León, le correspondió el gobierno del territorio portucalense, con capital en Viseo. Por su parte, Alfonso Froilaz continuó refugiado en territorio asturiano, en el que había permanecido desde que había sido expulsado de Galicia por Sancho Ordóñez, hermano de Alfonso IV.

## Descendencia
Fruto de su matrimonio con el rey Alfonso IV de León nacieron:
- Ordoño IV de León[3][a] (924-960), rey de León. Contrajo matrimonio con Urraca Fernández, hija del conde de Castilla Fernán González.
- Fruela[4] (m. después de 958). Consta su existencia por un documento otorgado el día 18 de noviembre del año 958 por su hermano Ordoño IV.

## Fallecimiento y sepultura
Falleció en el año 931, hacia el mes de junio, aunque se desconoce su fecha exacta de defunción.
Sus restos mortales fueron trasladados después al desaparecido monasterio de Ruiforco (Ruiforco de Torío), donde también había sido enterrado su esposo, el rey Alfonso IV de León. 
Posteriormente, el rey Alfonso V de León ordenó trasladar los restos mortales de todos los miembros de la realeza sepultados en el monasterio de Ruiforco, incluidos los de Alfonso IV y su esposa, a la basílica de San Isidoro de León, donde fueron depositados en una fosa común ubicada en un rincón de una de las capillas del lado del Evangelio junto a los de otros monarcas leoneses. Sobre la fosa común, el rey Alfonso V ordenó erigir un altar dedicado a san Martín de Tours, obispo y confesor. En la actualidad resulta imposible la identificación e individualización de los restos de la reina Oneca, aunque se cuenta entre los individuos sepultados en la basílica de San Isidoro de León.